# Baikiaea robynsii
Baikiaea robynsii är en ärtväxtart som beskrevs av Jean H.P.A. Ghesquière. Baikiaea robynsii ingår i släktet Baikiaea och familjen ärtväxter. Inga underarter finns listade i Catalogue of Life.